# 아쿠토 (일본사)
악당(일본어: 悪党 아쿠토[*])이란, 중세 일본에서 지배층이나 체제에 반항하여 소란을 일으켰던 사람이나 집단이다.  
이 의미에서 ‘악’은 ‘명령이나 규칙을 따르지 않는 것’에 대한 가치 평가를 말한다. 덧붙여 이 경우, (인도주의적인 면에서 이를 벗어난) ‘악인’이나 ‘천한 자’라는 뉘앙스는 수반되지 않고, 사회의 상류 계급이어도 악당에 포함될 수 있다. 예를 들어, 히라노 쇼겐 뉴도(平野将監入道)는 구교 사이온지 긴무네(西園寺公宗)의 게닌(家人)으로 근위장감(近衛将監, 종6위상 해당) 관위를 지니고 귀족(종5위하) 반열에 들기 바로 직전의 지위에 이른 조정의 관인이었다.

## 발생
일본의 사료에서 악당이라는 말의 첫 등장은 『속일본기』 레이키 2년 5월 21일(716년)의 칙에 보이는 「주전악당」(鋳銭悪党)이지만, 이후 12세기 후반의 「우라베 야스미쓰 문서분실장안」(占部安光文書紛失状案, 에이만 원년(1165년) 3월 21일자)에 이르러서야 다시 악당이라는 단어가 등장하며, 이후에는 악당이라는 말이 빈번하게 일본의 사료에 등장하게 된다.
12세기는 일본 중세의 사회경제체제로 불리는 이른바 장원공령제가 드디어 확립된 시기였다. 후반기에 보이는 악당의 용례는 모두 장원이나 공령의 지배체제 또는 지배 이데올로기를 외부에부터 침범해 들어온 자를 가리키는 말로 사용되고 있었다. 예를 들어, 안겐 원년(1175년)에 도다이지 소유의 장원인 구로다 장(이가국 나바리 군)에 난입한 나바리군지 미나모토노 도시카타와 고후쿠지 승려들이 (엄연히 당시 일본 사회의 기득권층으로 분류될 겐지이자 승려임에도) 도다이지의 문서에서 악당으로 되어 있었다. 여기서 알 수 있듯이 장원영주와 쇼칸이 유지하던 지배 체계에 대해 외부에서 침입하거나 흔들어 놓으려는 자들이 관념적으로 ‘악당’으로 간주되고 있었다.
가마쿠라 시대가 시작된 이후에도 이러한 상황에는 큰 변화가 없었고, 13세기 후반인 분에이(文永) 연간까지 혼쇼(장원영주) 입장에서 그들의 영지를 침범하는 '침략자'를 '악당'(悪党)이라 부르는 경향이 이어졌다. 그리고 그러한 '악당' 분쟁의 실태는, 혼쇼 일원지들끼리, 또는 혼쇼 일원지와 지토층과의 영지 소유를 둘러싼 분쟁이며, 혼쇼의 입장에서 본 악당은, 그들의 분쟁 상대가 된 같은 혼쇼 일원지의 영주였다.
12세기부터 혼쇼는 악당들의 소란에 시달려 왔지만, 혼쇼가 토벌을 시도해도 악당들은 다른 영지로 달아나 버리는 등, 혼쇼측의 추포로부터 교묘하게 빠져나가곤 했다. 혼쇼는 종종 가마쿠라 막부에 악당 추포를 요청했지만, 혼쇼끼리의 분쟁은 본래 조정의 관할이었기에 막부는 악당 추포에는 소극적이었다. 앞서 13세기 전반에 막부가 제정한 고세이바이시키모쿠(御成敗式目) 제32조에서 도적 · 악당 영지에 숨겨 주는 것은 죄과라고 정하고 있었음에도 막부는 적극적으로 악당을 진압하려는 자세를 특별히 보이지 않았던 것이다. 뒤집어 말하면 재지영주층끼리의(그리고 재지 영주와 장원 영주 사이의) 분쟁 해결 기관으로서 막부가 존재했지만, 그 막부의 관할에서 벗어난 사각지대에 악당이 존재한 것이다.
그러나 쇼카 연간에 들어가 기근의 심각해짐에 따라 악당 활동이 격화되자, 막부는 악당를 야토 · 강도 · 산적 · 해적과 동등시하기로 결정(쇼카 2년 가마쿠라 막부 추가법 320조), 그 진압에 드디어 나서게 된다.

## 변화 배경
한편, 13세기 중반부터 일본 중세 사회에는 대규모 변동이 시작되었다. 12세기 말 이후, 무사 계층을 기반으로 하던 가마쿠라 막부는 몇 차례의 전란을 통해 그들이 소유하게 된 영지를 기반으로 삼는 재지 영주층에게 재분배하고 고케닌들이 품은 자기 증식의 욕구에 응해왔지만, 호지 원년(1247년)의 호지 합전(宝治合戦)을 계기로 도쿠소 전제(得宗専制)가 완성되어 정치적 안정이 실현되면서 영지 재배분의 기회가 될 전란의 발생 자체를 찾아볼 수 없게 되었다. 이에 이르러 총령(惣領) · 서자들에 대한 분할 상속으로 자기 증식을 반복해 온 고케닌들은 그들의 후대에 나눠줄 만한 영지를 얻을 기회를 잃고 총령에게만 영지를 잇게 하는 단독 상속으로 이행해 갔다.
단독 상속을 계기로 총령들은 여러 곳에 점점이 존재하던 그들의 영지들을 집약시키고 재지에서의 영지 경영을 진행해 갔다. 이 과정에서 서자를 중심으로 한 고케닌 계층들이 몰락하고, 동시에 혼쇼와 재지영주와의 영지 소유 분쟁이 두드러져 갔다.
장원 지배의 내부를 살펴 보면, 재지 영주의 침략을 막기 위해, 혼쇼는 장원 지배의 강화에 나서고 있었지만, 재지에서 장원 지배의 실무에 해당하는(또한 재지 영주층의 일원이었던) 쇼칸(荘官)들도 자신의 영지 경영권을 확립하려고 했다. 여기서 혼쇼 · 쇼칸 사이의 대립을 야기하는 조건이 형성되었고, 나아가 당시 급속히 진전하고 있던 화폐 경제 · 유통 경제의 사회 침투가 불에 기름을 붓듯 양자의 대립을 격화시켜 갔다.
이러한 고케닌 계층 내부 또는 장원 지배 내부의 여러 모순은 일본 중세 사회의 유동화로 이어져 13세기 후반부터 악당의 활발화를 가져왔다. 게다가 같은 시기의 몽골의 일본 원정 역시 이러한 모순을 더욱 증대시켜 악당들의 활동을 더욱 활발하게 부추겼던 것이다.

## 전개
외부에서 장원 지배에 침입하는 악당 외에 북방의 에조, 바다에서 해적적인 활동을 하는 아마비토(海民)들도 '악당'으로 불렸는데, 이는 지배 체계 외부의 사람들을 '악'으로 간주하는 관념에 근거한다. 여러 구니를 떠도는 예능민(芸能民, 광대패)과 유행승 등이 악당적인 성격을 가진 것으로 여겨진 것도 같은 이유 때문이라고 생각된다. 에조, 아마비토, 예능민, 유행승은 모두 일본에서 장원공령제적인 지배체계 바깥에서 떠돌며 살아가는 ‘떠돌이’ 성격을 지닌 사람들이며, 지배체제 바깥의 존재임을 드러내 보이는 기발한 복장, 즉 이형의 사람이 많았다. 일본의 사학자 아미노 요시히코는 이러한 '악당'이 13세기 중반부터 일본에서 급속한 성장을 보인 유통 경제 · 자본 경제의 담당자이며, 일본 중세 사회의 새로운 단계를 개척한 주체의 하나라고 평했다.
지배 체계 외부로부터의 침략자만을 악당이라고 부르는 상황에 변화가 생긴 것은 고안 연간(1278년 ~ 1288년)이다. '고안의 역'이라 불리는 몽골의 제2차 일본 원정이 벌어지기도 했던 이 시기 일본에서는 장원 지배 내부의 대립 관계가 마침내 표면에 드러나, 막부는 혼쇼에 대한 쇼칸(재지 영주)층의 저항 활동을 억누를 수 없게 되었고, 혼쇼와 대립한 쇼칸 · 재지영주층은 혼쇼로부터 '악당'이라 불리기 시작하며 혼쇼와의 영지 소유 분쟁을 전개해 갔다. 이미 그 이전부터 지토는 혼쇼와 대립하며 장원 침략을 진행해 나가고, 지두청소(地頭請所)나 하지중분(下地中分)의 계약을 실시하고 있었다. 즉 가마쿠라 막부라는 배경을 가지지 않고 장원 침략을 진행해 온 재지영주층이 악당으로 불리게 된 것이다.
고케닌 계층을 보더라도 단독 상속 등으로 소유할 영지를 잃은 무족(無足) 고케닌이 옛 영지에 잔류하며 신임 지토의 지배를 방해하다 악당으로 불리게 되는 사례가 발생하고 있었다. 히고케닌(非御家人) 뿐만 아니라 고케닌마저도 '악당'으로 취급되게 되어, 관념상 매우 큰 변화가 나타났다.
이 단계에서, 혼쇼와 대립한 쇼칸층에는, 앞에서 열거한 ‘떠돌이’ 성격을 지닌 악당이 포함되어 있었다고 생각되고 있다. 이들 중에는 각지를 왕래하면서 교역을 접하고 유통 경제의 담당자로서 자본을 축적해 유덕인(有徳人)이라고 불리는 사람도 있었다. 그러한 유덕인이 경제력을 배경으로 쇼칸에 보임되어 영지 경영에 나선 예도 있었던 것이다. 또, 재지 쇼칸과 대립한 혼쇼가 쇼칸을 의지하지 않고, 독자적으로 연공 물자를 운반하는 유통 경로를 확보할 필요가 요구되고 있었는데, 여기서 연공물자 유통을 담당한 것이 ‘떠돌이’의 성격을 띠고 있던 악당들이었다.
13세기 후반 이후 악당은 기나이 · 도호쿠 · 규슈 등지에서 활발하게 활동하였고, 고세이바이시키모쿠에서 금지했던 악당과 지토의 결합 등도 보이게 된다. 악당의 활동은 지배 체계의 유동화를 초래하였으며 막부는 이에 대응하기 위해 13세기 말부터 악당 진압에 적극적으로 임하기 시작했다.
원래 혼쇼 일원에 있어 경찰권 · 사법권은 혼쇼의 소관으로 조정이 이를 재정하도록 되어 있었다. 그러나 악당의 두드러진 횡행으로 혼쇼는 조정이 아닌 무력을 가진 막부가 나서서 이들을 진압해 줄 것을 강하게 요망했다. 막부측으로서도, 히고케닌층이 독자적으로 「장원 침략」을 실시하는 일이나, 막부의 고케닌이면서 막부 지배를 방해하는 존재는 간과할 수 없는 것이기도 했다. 여기서 1290년대 전반에 이르러 확립된 것이 다음과 같은 진압 수속이다. 우선 혼쇼가 조정에 호소를 제기하고, 조정의 소환 명령에 피고인(=악당)이 응하지 않는 경우에는 위칙(違勅) 즉 어명을 거역하는 행위가 있었다고 간주하여 조정에서 막부에 이들에 대한 검단을 명한다. 이때 막부가 받는 명령을 위칙윤지(違勅綸旨) 또는 위칙원선(違勅院宣)이라 한다. 이러한 윤지 · 원선을 받은 막부는 고케닌 2명을 뽑아 사절 임무를 맡겼고, 양사(両使)라 불린 이들은 임무 수행을 위해 당시 ‘슈고 출입금지 구역’으로 여겨졌던 혼쇼 일원지에 들어가는 것이 허용되고 있으며, 또한 혼쇼 측에 하지준행(下地遵行)를 지시할 권한이 부여되는 경우도 있었다. 악당 추포를 위해 시작된 이 수속은, 조정에 속한 지샤 권문간의 잡소 사태(영지 소유 소송)에서도 채용되었고, 나아가 무로마치 시대의 사절준행권(使節遵行権)의 근원이 되었다.
하지만, 위칙윤지나 위칙원선이 나오면, 조정과 협력하여 치안 유지에 나선다는 당시 막부의 방침상, 피고인이 고케닌으로써 정당한 자기 주장을 한 것이라 해도 일단 「악당」으로 찍히게 되면 막부도 그 고케닌을 보호하는 것이 곤란해졌고, 막부에서는 검단을 미루며 그 사이에 고케닌에게 조정의 처분에 따르도록 달래서 윤지 · 원선의 내용을 실현시키는 수밖에 없었으며, 이는 충분한 보호를 받지 못하게 된 고케닌들이 막부에 대한 신뢰를 흔들리게 하는 결과를 초래하기도 했다.
이 시기의 저명한 악당이, 12세기부터 14세기에 걸쳐 도다이지(東大寺)도 소유의 영지 구로다 장원(黒田荘, 이가 국 소재)에서 활약한 「구로다 악당」(黒田悪党) 오에 씨(大江氏)이다. 12세기부터 대대로 구로다 장원의 하사직을 맡아왔던 오에 씨는 13세기 후반에 구로다 장원에 대한 지배권을 강화하려고 획책했고, 도다이지와 대립하며 마침내 악당으로 불리게 되고, 결국 도다이지의 요청을 받은 로쿠하라 단다이에 의해 진압됐다. 그러나 대신 쇼칸직을 맡게 된 오에 일족 또한 연공 납입을 하지 않는 등 도다이지와의 대립은 여전히 깊었고, 봉어인이라고 칭하며 도다이지를 제치고 조정과 직접 교섭하고자 하거나, 이를 제압해야 할 이가 국의 슈고, 다른 고케닌들과 결탁하여 구로다 장원을 실질적으로 지배하기에 이르렀다. 결국 오에 씨는 로쿠하라 단다이에 의해 다시 진압되기는 했지만, 어쨌든 이 사례는 경제적인 성장을 꾀하는 재지영주가 장원영주의 억압을 받았을 때 악당이 된다는 것을 보여주는 전형적인 사례로 꼽힌다. 이밖에 가마쿠라 막부 타도의 중심에 있었던 고다이고 천황의 편에 섰던 구스노키 마사시게(가와치), 아카마쓰 노리무라(赤松則村, 하리마), 나와 나가히데(名和長年, 호키), 세토 내해(瀬戸内海)의 가이조쿠츄(海賊衆) 등은 막부로부터 악당이라 불린 이들이었다고 생각된다.
또, 고전적인 설으로서는, 무로마치 막부의 집사 고노 모로나오(高師直)는 혁신적인 정책을 내세움으로써, 비록 본인이 악당은 아니었다고 해도 그 악당들로부터 지지를 얻어 대세력이 되었다고 한다.
악당은 남북조 내란기에도 활동했지만, 내란이 끝난 14세기 후반 무로마치 막부로부터 임명된 슈고들은 각기 지행국내의 재지영주층, 고쿠진들을 피관화하고 슈고 다이묘로서 지배를 강화했다. 악당이라 불리던 무사들에게도 슈고 관직이 주어지고 영지 안도를 받으며 그들은 무력 저항보다는 협조를 통해 당초 자신들이 주장하던 당지행을 확보해 나가는 길을 택했고 차츰 막부의 지배체제 아래 하나하나 편입되어 들어가게 된다. 그리고 장원 침략도 슈고 다이묘의 주도로 행해지게 되었고, 그때까지도 악당들에 의해 지배 체제가 약화되어가고 있던 혼쇼는 이에 대항할 힘을 잃고 있었다. 이런 추세 가운데 '혼쇼의 지배를 침범하는 악당'이라는 실태는 점차 찾아볼 수 없게 되었다.

## 연구사
일본사에서 악당의 개념은 1930년대에 나카무라 나오카쓰(中村直勝)에 의해 제기되었고（『荘園の研究』 1939년), 패전 후에는 이시모다 쇼(石母田正, 『中世的社会の形成』 1946년) 등에 의해 그 모습이 밝혀져 나갔다.
전후 일본의 역사학에서 악당은 봉건영주제 속에 자리매김했지만 아미노 요시히코, 사토 신이치(佐藤進一) 등이 사회적 기반을 농업 바깥에 두는 수공업민이나 예능민 등에 주목한 중세 사상을 제시하자, 악당의 존재도 그들과 관련하여 논해지게 되어, 20세기 말부터는 가이즈 이치로(海津一朗) 등에 의해 몽골 침공이나 덕정령 등의 사회 변동에 있어서의 악당의 위치 설정이 시도되고 있다.
한편, 상기의 논설 등을 「우선적으로 계급투쟁이 그 본질이며, 그 담당자로서 악당이라는 자들이 있었다고 간주하는 것」이라고 하고, 실제로는 소송 등 분쟁 상대에 대한 낙인으로서 「악당」이라는 말이 사용되고 있던 것에 지나지 않았던 것 아닌가라고 하는 문제 제기도 있다.

## 인물 일람
악당로써 목격된 인물의 일람이다.
- 아카마쓰 노리무라(赤松則村, 1277년~1350년)[8]
- 이세 요시모리(伊勢義盛, 12세기 - 1186년)[9]
- 미나모토노 다메토키(源為時, 13세기)[10]
- 다루미 한죠(垂水繁昌, 13세기)[11]
- 사와무라 무네쓰나(沢村宗綱, 13세기)[12]
- 아사하라 히데요리(浅原為頼, 13세기 - 1290년)[13] : 아사하라 사건(浅原事件)
- 곤피라 요시카타(金毘羅義方, 13세기 - 14세기)[14]
- 벤보 쇼요(弁房承誉, 13세기 - 14세기)[15]
- 효에지로 뉴도 세이사이(兵衛次郎入道生西, 13세기 - 14세기)[16]
- 오에노 기요사다(大江清定, 13세기~14세기)[17]
- 구스노키 마사시게(13세기 - 1336년)[18]
- 안도 렌세이(安東蓮聖 1239년 -1329년)
- 데라다 호넨(寺田法念, 14세기)[19]
- 나와 나가토시(14세기~1336년)
- 가네오 모리토시(金王盛俊, 14세기)[20]
- 우에무라 모토무네(上村基宗, 14세기)[21]
- 와카사 스에카네(若狭季兼, 14세기)[22]
- 핫토리 지호(服部持法, 14세기)[23]
- 히라노 쇼겐 뉴도(平野将監入道, 14세기)
- 마키 세이칸(真木定観, 14세기)

## 참고 문헌
- 『악당 잡는 중세: 가마쿠라 막부의 치안유지』(悪党召し捕りの中世: 鎌倉幕府の治安維持) 니시타 도모히로(西田友広), (요시카와 홍문관, 2017) ISBN 978-4642083133
- 「악당」 사쿠라이 히코(桜井彦), 『일본중세사연구사전』(日本中世史研究事典)에 실림 (도쿄도 출판, 1995년) ISBN 4490103891
- 『무연・공계・락』(無縁・公界・楽), 아미노 요시히코(헤이본샤 「평범사 라이브러리」, 1996년) ISBN 458276150X
- 『장원』(荘園), 나가하라 케이지(요시카와 홍문관 "일본사 시리즈", 1998) ISBN 464206656X
- 「가마쿠라 막부와 구게 정권」(鎌倉幕府と公家政権) 곤도 시게카즈, 『신체계 일본사1 국가사』(新体系日本史1 国家史)에 실림(야마카와 출판사, 2006) ISBN 4634530104
- 「악당」 와타나베 히로시(渡邊浩史), 『「가마쿠라 유문」에 보이는 중세어 사전』(「鎌倉遺文」にみる中世のことば辞典)에 실림(도쿄도 출판, 2007년) ISBN 9784490107296

## 같이 보기
- 장원공령제 / 장원 (일본)
- 장원 영주 / 재지영주 / 지사
- 혼쇼 / 쇼칸
- 지두 / 고쿠진 영주제
- 덕정령 / 검단사태
- 잇키 / 소손 / 자력구제 / 하극상
- 기타 / 로닌 / 가부키모노

## 기타 관련 항목
- 피카레스크 소설 - 일본 문학에서 피카레스크 장르의 소설은 '악당 소설'이라고도 불린다.
- 악당 (영화) - 1965년 공개 영화, 배급은 토호. 감독은 신토 켄토
- 밴디트 - 위전태평기(バンデット -偽伝太平記-) - 스스로 악당이라 자처라는 사람들이 주역이 되는 '태평기' 만화